# حباب (فیلم تلویزیونی)
حباب یک تله‌فیلم محصول به کارگردانی، نویسندگی سامان استرکی و تهیه‌کنندگی منوچهر شاهسواری می‌باشد که در نوروز ۱۳۹۱ از برنامه کودک و نوجوان شبکه پخش شد.
تدوین تله‌فیلم «حباب» به کارگردانی سامان استرکی برای نمایش در بیست و چهارمین جشنواره فیلم کودک و نوجوان شروع شد.
داستان این تله‌فیلم دربارهٔ اشکان نوجوان فوتبالیستی است که در حادثه‌ای مصدوم می‌شود و دیگر نمی‌تواند به بازی فوتبال ادامه دهد، آشنایی او با یک پسر نوجوان معلول باعث تغییراتی در زندگی اش می‌شود.

## بازیگران
- سامان ارسطو
- متین حیدرنیا
- آریا صالحی
- علیرضا رضازاده
- هستی خان‌چرلی
- مرضیه دلشاد
- سیامک قاسمی
- ارژنگ درژند
- آقاجان فشارکی
- اعظم علی‌پور
- علی آشفته
- علی نوری‌زاده
- علی شهریار

## عوامل
- دستیار کارگردان و برنامه‌ریز: روزبه سجادی
- دستیاران کارگردان: سلمان وکیلی
- تصویربردار: مرتضی هدایی
- صدابردار: ابراهیم ایرج زاد
- طراح صحنه و لباس: سامان استرکی
- دستیار لباس: ماندانا فطنی
- طراح گریم: پدرام زرگر
- مجری گریم: سارا ولی زاده
- مدیر تولید: مهدی برزگر
- مدیر تدارکات: کرم چیلان